# Khi
Khi (majúscula Χ, minúscula χ) és la 22a lletra de l'alfabet grec. Té un valor numèric de 600. En grec modern aquesta lletra es pronuncia com [ç] (fricativa palatal sorda) davant de les vocals anteriors [e,i]; o com [x] (fricativa velar sorda) en qualsevol altra posició.
La lletra χ minúscula s'usa com a símbol de:
- La distribució khi quadrat en estadística.
- La susceptibilitat elèctrica en física.
- El nombre cromàtic d'un graf en teoria de grafs.
- La fracció molar en química.
- En AFI representa el so de la fricativa uvular sorda.